# Eleccions regionals de Sicília de 1981
Les eleccions regionals per a renovar l'Assemblea Regional de Sicília se celebraren el 21 de juny de 1981. La participació fou del 76,2%.
| ← Eleccions regionals de Sicília, 1981 →   |           |        |        |
| Partits                                    | vots      | %      | escons |
| Democràcia Cristiana Italiana              | 1.109.004 | 41,4%  | 38     |
| Partit Comunista Italià (PCI)              | 552.399   | 20,7%  | 20     |
| Partit Socialista Italià (PSI)             | 383.902   | 14,3%  | 14     |
| Moviment Social Italià (MSI)               | 228.166   | 8,5%   | 6      |
| Partit Socialista Democràtic Italià (PSDI) | 80.102    | 3,0%   | 2      |
| Partit Republicà Italià (PRI)              | 117.391   | 4,4%   | 5      |
| Partit Liberal Italià (PLI)                | 57.629    | 2,2%   | 3      |
| PLI-PRI-PSDI                               | 61.064    | 2,3%   | 1      |
| Democràcia Proletària (DP)                 | 25.703    | 1,0%   | -      |
| PLI-PSDI                                   | 16.090    | 0,6%   | 1      |
| Partit Radical Italià                      | 8.912     | 0,3%   | -      |
| altres                                     | 36.131    | 1,3%   | -      |
| Total                                      | 2.676.493 | 100,00 | 90     |

Fonts: Ministeri de l'Interior, ISTAT i Assemblea Regional Siciliana